# Ford Galaxie
Der Ford Galaxie ist ein von Ford in den Jahren 1959 bis 1974 in den Vereinigten Staaten gebautes Full-Size Car. Er war zunächst die Luxusvariante des Ford Fairlane, ehe er ab 1960 als eigenes Modell vermarktet wurde. Eine weitere Version dieses Fahrzeugs wurde in Brasilien in den Jahren 1968 bis 1982 unter den Modellnamen Galaxie 500, LTD und Landau gebaut.

## Modellgeschichte

### Erste Generation (1959)
Der Ford Galaxie wurde zur Mitte des Jahres 1959 eingeführt. Er war zu Beginn jedoch kein eigenständiges Modell der Ford Motor Company, sondern stellte eine Ausstattungslinie des Ford Fairlane dar. Vom Fairlane setzte er sich durch eine überarbeitete Dachlinie ab, die der des zeitgleich gebauten Ford Thunderbird glich. Der Galaxie war als zwei- und viertürige Limousine, zwei- und viertüriges Hardtop-Coupé, ohne B-Säule und als zweitüriges Cabriolet erhältlich. Charakteristisch waren die zweifarbige Lackierung und die zahlreichen Chromzierelemente, die die Designsprache der 1950er Jahre widerspiegeln. Die Ausstattung umfasste serienmäßig eine „Sicherheitsverankerung“ der Vordersitze; Sicherheitsgurte, eine gepolsterte Armaturentafel und Kindersicherungen in den Fondtüren waren optional erhältlich.
Eine Besonderheit stellte das Modell Skyliner dar. Es wurde mit einem versenkbaren Hardtop ausgeliefert, das in den Kofferraum gefaltet werden konnte. Der Mechanismus war jedoch kompliziert, teuer und ließ nur wenig Stauraum im Gepäckabteil, so dass diese Version nur von 1957 bis 1959 beim Vorgänger Fairlane 500 Skyliner und dem Galaxie Skyliner hergestellt wurde. Erst 1996 griff Mercedes-Benz dieses System auf und baute es in die Modellreihe SLK ein, im Gegensatz zum Galaxie allerdings bei einem zweisitzigen Fahrzeug.
Die Motorenpalette umfasste einen Reihensechszylinder mit einem Hubraum von 223 in3 (3,7 Liter) und fünf V8-Motoren mit Volumen von 272 in3 bis 352 in3 (4,5 bis 5,8 Liter). Die Spitzenmotorisierung bildete der 352 V8 mit dem 1958 entwickelten FE-Medium Block, der eine Leistung von 300 hp besaß. Neben einer 3-Gang-Handschaltung waren für den Galaxie ein 2-Gang- und ein 3-Gang-Automatikgetriebe erhältlich.

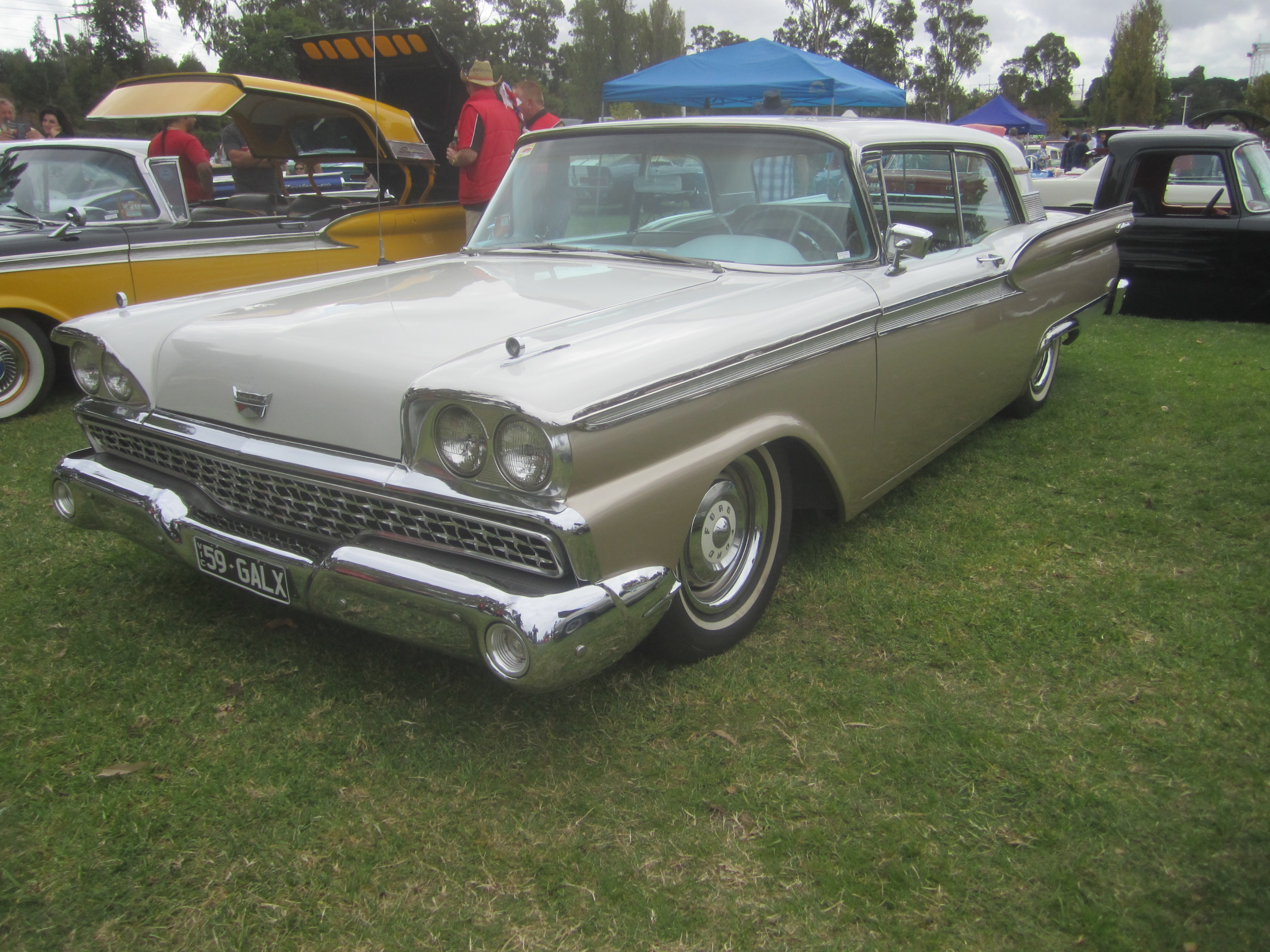
Ford Galaxie Coupé (1959)
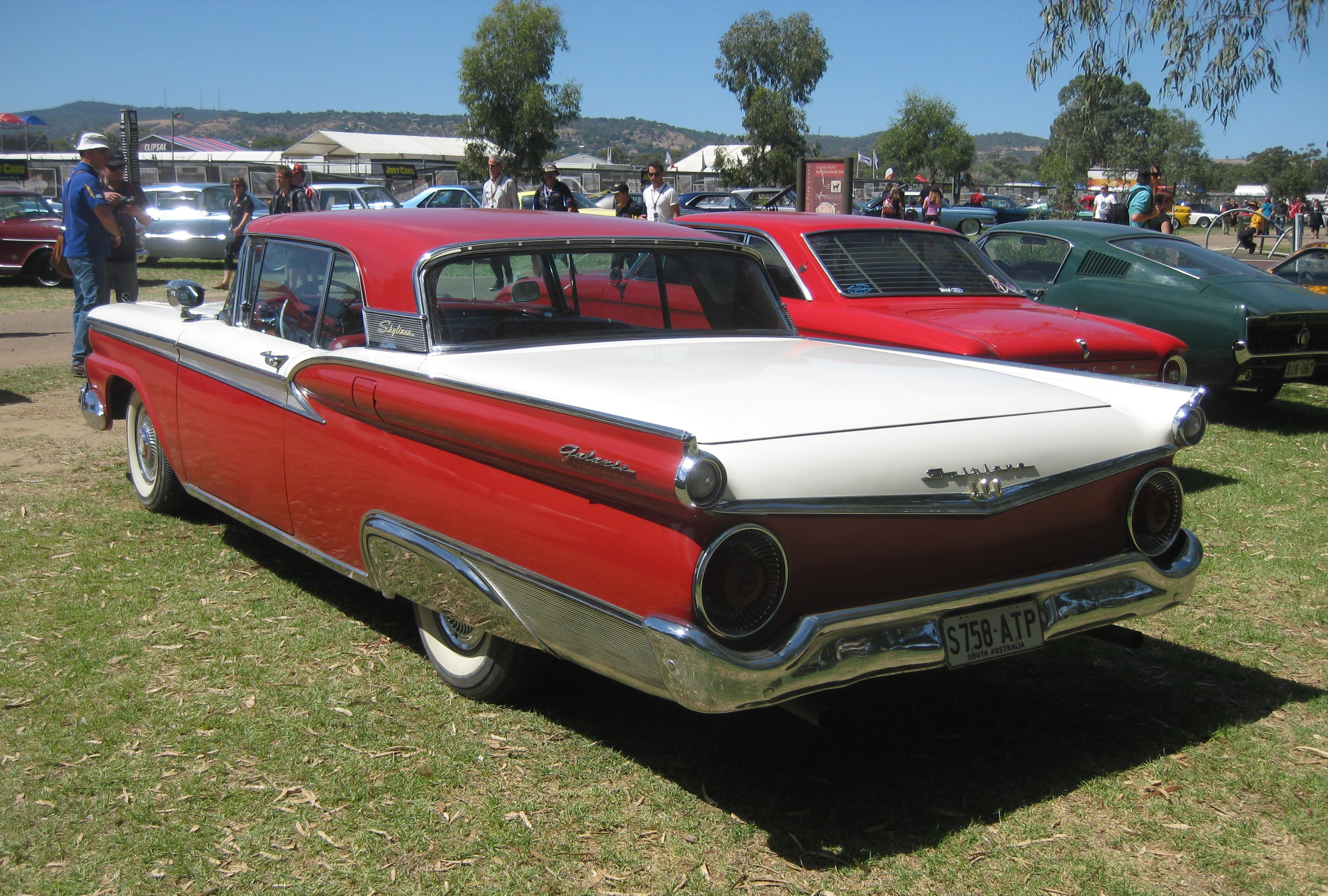
Ford Galaxie Skyliner (1959)
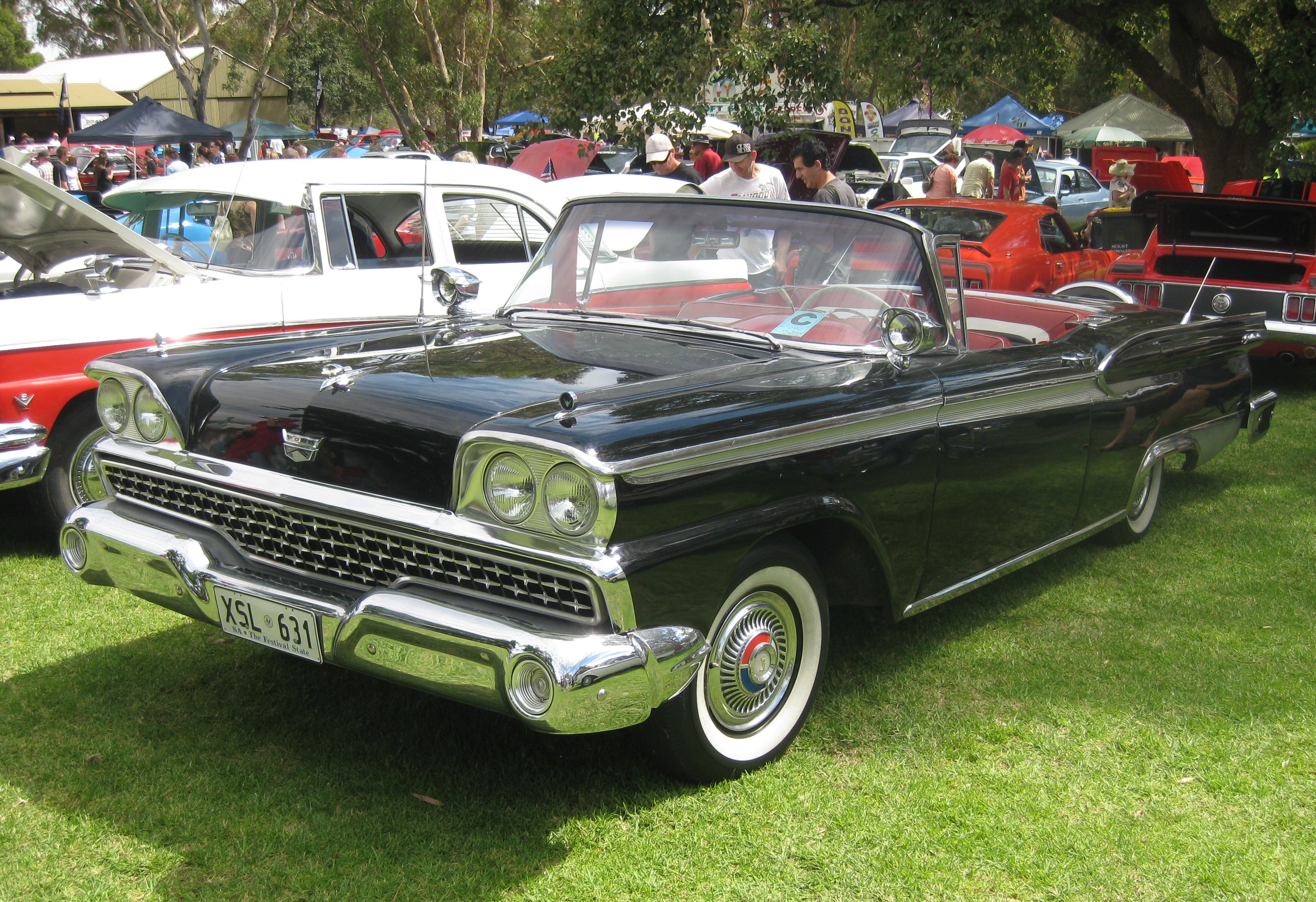
Ford Galaxie Sunliner Convertible (1959)

### Zweite Generation (1960–1964)
Im Modelljahr 1960 wurde der Ford Galaxie erstmals als eigenes Modell geführt. Das Design war komplett neu und setzte sich mit seinen klaren Linien und dem weitgehenden Verzicht auf Zierrat stark von den Formen der 1950er ab. Lediglich die Front- und Heckpartie wiesen verchromte Zierelemente auf, und die Heckflosse wurde als Gestaltungselement beibehalten. Das neue Modell war erneut als zwei- und viertürige Limousine und als Cabriolet Sunliner erhältlich. Eine besondere Karosserieform war der Starliner, ein zweitüriges Hardtop-Coupé ohne B-Säulen, mit flach abfallendem Dach und einem großen, gekrümmten Heckfenster. Eine weitere Neuerung war die Einführung der Country Squire und Country Sedan genannten Kombis. Sie wurden als eigene Baureihen geführt, hatten aber als Basis den Ford Galaxie. Die Wagons waren als Sechs- oder Neunsitzer erhältlich und boten eine maximale Ladefläche mit einer Länge von über 2,70 m. Im Gegensatz zu den klassischen runden Heckleuchten erhielt das Modelljahr 1960 abgeflachte Heckleuchten. Verglichen mit der ersten Generation wurde auch die Dachform stark geändert. Unter anderem wurde die Neigung der A-Säule umgekehrt, was auch das Ein- und Aussteigen vereinfachte.
Die Motoren wurden weitgehend vom Vorgängermodell übernommen. Als Einstiegsmotorisierung war weiterhin der Mileage Maker Six genannte Reihensechszylinder mit 223 in3 Hubraum (3,7 Liter) erhältlich. Daneben wurden V8-Motoren aus dem Thunderbird im Galaxie verbaut. Der Thunderbird 292 V8 mit einem Ford Y-Block Motor hatte einen Hubraum von 292 in3 (4,8 Liter). Der Ford FE Motor mit 352 in3 (5,8 Liter) war in zwei Versionen erhältlich, als Thunderbird 352 V8 mit Doppelvergaser und einer Leistung von 235 hp und als Thunderbird 352 Special V8 mit Doppel-Registervergaser und 300 hp.
Für das Jahr 1961 wurde die Karosserie stark überarbeitet. Die Basis war das 1960er-Modell, jedoch wurde die Frontpartie überarbeitet, die Heckflossen stark verkleinert, und das geänderte Heck erhielt wieder die klassischen runden Rückleuchten. Das Modell erhielt als neue Topmotorisierung den 390 V8, eine Version des Ford FE-Motors mit 390 in3 (6,4 Liter) Hubraum. Er war mit einem Zweifach- oder Doppel-Registervergaser erhältlich und hatte eine Leistung von 401 hp. Gleichzeitig wurde der 352 V8 herabgestuft und war fortan mit einem Doppelvergaser ausgestattet. Die Karosserievarianten wurden aus dem Vorjahr übernommen, auch der Starliner war weiter erhältlich. Er wurde von Ford als Luxusversion vermarktet, wurde allerdings am Ende des Modelljahres zugunsten des wieder eingeführten 2-Door-Hardtops mit Standard-Heckfenster eingestellt, das die größten Verkaufszahlen aufwies.
1962 wurde der Name Galaxie schließlich für die gesamte Full-Size-Baureihe übernommen, die Bezeichnung Ford Fairlane wurde fortan für die neu eingeführte Mittelklasse-Baureihe verwendet. Die Karosserievarianten wurden beibehalten, die Gestaltung erneut überarbeitet. Die markanteste Änderung erfuhr die Heckpartie, die mit überarbeiteter Stoßstange, tiefer gesetzten Leuchten und ohne Heckflossen deutlich runder wirkte als im Jahr zuvor. Alle Galaxie 500 und höherpreisigen Modelle tragen ein Sternemblem im Grill. Als Topmodell wurde der Ford Galaxie 500 vorgestellt, der als Limousine, Coupé und Cabrio erhältlich war. Eine ebenfalls neue Modellvariante war der Galaxie XL, der mit einer sportlich orientierten Ausstattung als Antwort von Ford auf den Chevrolet Impala Super Sport gesehen werden kann, der seit dem Vorjahr verkauft wurde. Standardmotorisierung für den Galaxie 500 und Galaxie XL war der bekannte aus dem Thunderbird entnommene 292 in3-V8 (4,8 Liter). Einstiegsmotor für die restlichen Modelle war weiterhin der Mileage Maker Six, daneben war der ebenfalls bereits zuvor verbaute 352 Special V8 erhältlich. Der im Vorjahr eingeführte 390 in3-V8 wurde nun in drei Leistungsstufen als Special, High-Performance und Super High-Performance angeboten. Als Spitzenmotorisierung für alle Galaxies fungierte ab 1962 ein 427 in3-V8 (7,0 Liter).
Verglichen mit den Fahrzeugen anderer Hersteller, wie den Super-Duty-Modellen von Pontiac, bei denen bereits Aluminiumteile verbaut wurden, war der Galaxie ein sehr schweres Auto. Das bewegte Ford dazu, zu Testzwecken elf Leichtbau-Galaxies zu bauen, bei denen unter anderem Fiberglasteile sowie Stoßstangen und Kotflügel aus Aluminium eingesetzt wurden.
Für das 1963er-Modell wurden nur geringfügige Modifikationen an der Gestaltung vorgenommen. Auch die Karosserievarianten wurden aus dem Vorjahr übernommen. Das viertürige Hardtop-Coupé war nun auch als Galaxie 500 und Galaxie XL erhältlich.
Zur Mitte des Jahres wurde eine Sports Hardtop oder auch Fastback genannte zweitürige Modellvariante eingeführt, die eine niedrigere Dachlinie mit schräg stehendem Heckfenster aufwies. Zusammen mit dem Ford Falcon Fastback gilt dieses Modell als erstes Halbjahresmodell eines US-amerikanischen Herstellers. Hintergrund für die Einführung des sportlicheren Fastback war auch, dass das Modell durch das geänderte Dach einen niedrigeren Schwerpunkt hatte und dadurch die Straßenlage im Rennsport, vor allem in der NASCAR-Serie, verbessert wurde. Der Sports Hardtop war auch in den Linien 500 und XL bestellbar.
Als Sonderausstattung war unter anderem das Swing-away Wheel erhältlich, ein verschiebbares Lenkrad, das den Ein- und Ausstieg erleichterte.
Während des Modelljahres 1963 wurde der veraltete 292 V8 Y-Block-Motor zunächst durch den 260 V8 aus dem Fairlane und später durch den neu entwickelten Windsor Small-Block-V8 mit 289 in3 ersetzt. Weiter erhältlich waren der Reihensechszylinder und der Ford FE-Motor als 352 V8, als 390 V8 in den drei Leistungsstufen Regular, High Performance und Police für die Polizei, sowie als 406 V8. Mit Ausnahme des 406 V8, der eine 4-Gang-Handschaltung erhielt, waren alle Modellvarianten mit einem manuellen 3-Gang-Getriebe ausgestattet. Für die 3-Gang-Schaltungen war ein Overdrive-Getriebe erhältlich, was aber selten bestellt wurde. Daneben konnten die Kunden aus zwei verschiedenen Automatikschaltungen wählen: neben der 2-Gang-Automatik Ford-O-Matic war die Cruise-O-Matic, ein 3-Gang-Automatikgetriebe, bestellbar.
Als Spitzenmotorisierung war in begrenzten Stückzahlen der 427 V8 mit zwei Doppel-Registervergasern und einer Leistung von 425 hp erhältlich. Das Modell war für den Renneinsatz gedacht, der Motor hielt mit 427 in3 (7,0 Liter) Hubraum die Vorgaben der National Hot Rod Association und des NASCAR-Verbandes ein. Um im Drag Racing wettbewerbsfähig zu sein, wurden etwa 200 Leichtbau-Versionen des Galaxie 500 Sport Special Tudor Fastback gebaut. Diese Lightweight Version war serienmäßig mit dem 4-Gang-Schaltgetriebe, modifizierten Bremsen und Federung ausgestattet und nur in korinthweiß mit roter Innenausstattung erhältlich. Zur Gewichtsersparnis wurden zahlreiche Teile aus Aluminium und Fiberglas gefertigt, darunter die Motorhaube, Kofferraumdeckel und die vorderen Kotflügel. Nicht benötigte Teile, wie das Ersatzrad, Armlehnen, Schalldämmung, Teile der Innenbeleuchtung wurden weggelassen, Sonderausstattungen konnten nicht bestellt werden. Das Fahrzeug wurde nicht auf dem Standard-Fahrgestell des Galaxie aufgebaut, sondern auf dem leichteren Chassis des Ford 300.  Bei den ersten 20 hergestellten Fahrzeugen wurden zudem die Türen aus Fiberglas gefertigt, dies wurde allerdings aus Sicherheitsgründen wieder geändert. Insgesamt gelang durch diese Maßnahmen eine Gewichtsersparnis von 170 kg. Trotz dieses Aufwandes stellte sich bei Testfahrten heraus, dass das Gewicht im Vergleich zu Konkurrenten wie dem Chevrolet Impala Z-11 immer noch zu hoch war und das Rennsportprojekt wurde beendet.
Die Modellpflege zum Jahr 1964 umfasste eine Überarbeitung des Exterieurs, wie auch eine umfangreiche Modifikation der Innenausstattung. Die Maßnahmen an der Karosserie hatten vor allem aerodynamische Gründe und sollten sich positiv auf den Tourenwagenrennsport auswirken. Bei den Limousinen und Hardtops wurde auch die Dachform geändert, statt des aufgesetzten Boxtop-Designs aus den Vorjahren war das Dach nun eher wie ein Schrägdach gestaltet. Die XL-Modelle erhielten serienmäßig Schalensitze mit Chrom-Applikationen, die mehr Seitenhalt boten und mit den nun gesetzlich vorgeschriebenen Sicherheitsgurten für die vorderen Insassen ausgestattet waren. Kein Änderung gab es bei den Karosserievarianten und bei der Motorisierung.
Erneut baute Ford 50 Leichtbau-Galaxies mit Fiberglasteilen, die mit dem 427 V8 ausgestattet wurden und im Dragracing eingesetzt wurden. Diese waren auch erfolgreich, wurden aber aufgrund der bekannten Gewichtsprobleme schließlich von den leichteren Fairlane Thunderbolt-Modellen ersetzt.
Während des Modelljahrs stellte Ford den Galaxie mit einem neuen Motor vor, dem SOHC 427 Cammer. Dieser hatte eine Leistung von über 600 hp und war ausschließlich für Rennzwecke gedacht. Da jedoch NASCAR die Regularien änderte und fortan deutlich größere Stückzahlen zur Homologation forderte, entschied man sich bei Ford gegen eine Serienproduktion. Trotzdem wird angenommen, dass von den wenigen produzierten einige auch im Straßenverkehr eingesetzt wurden.

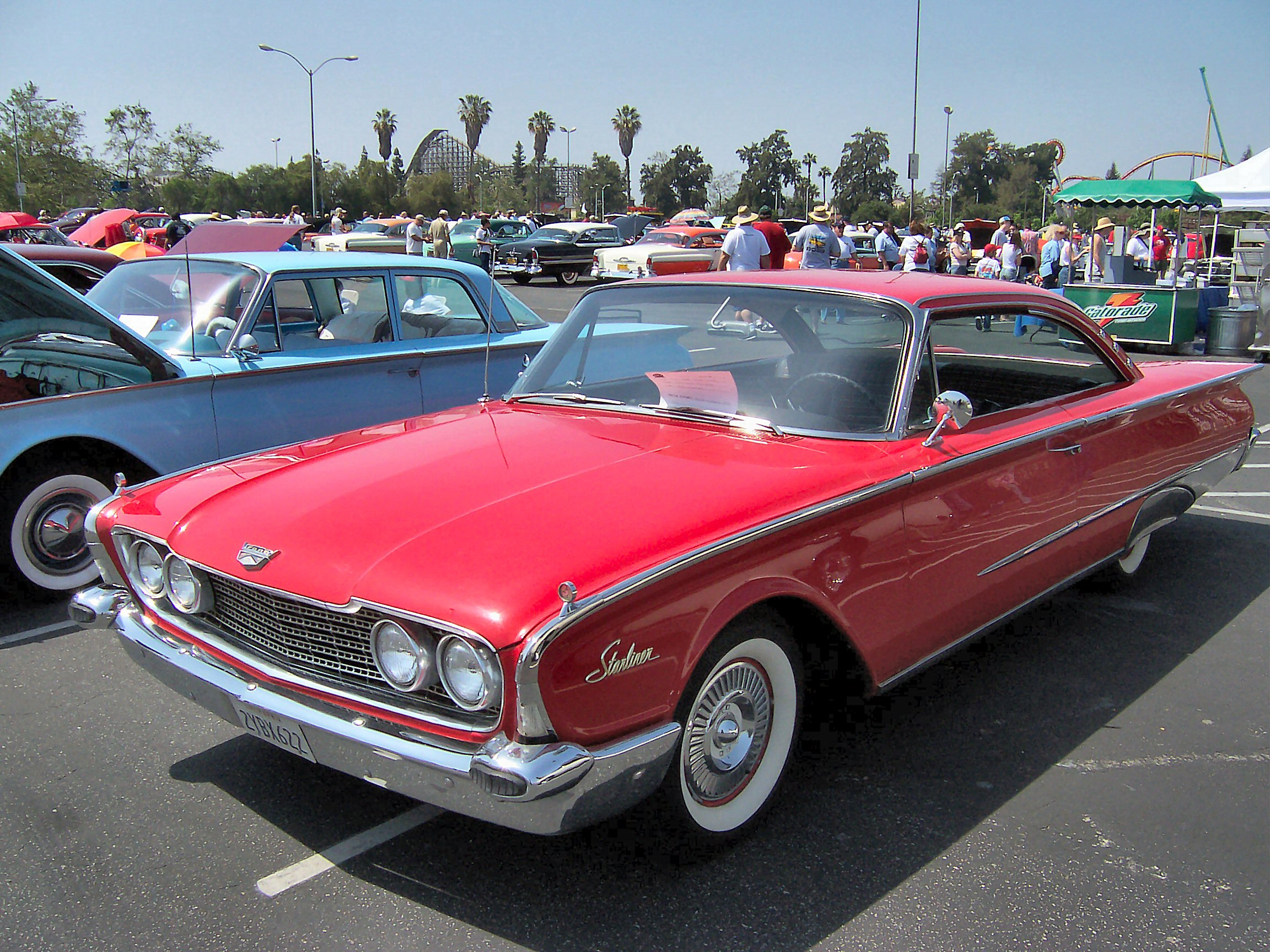
Ford Galaxie Starliner (1960)
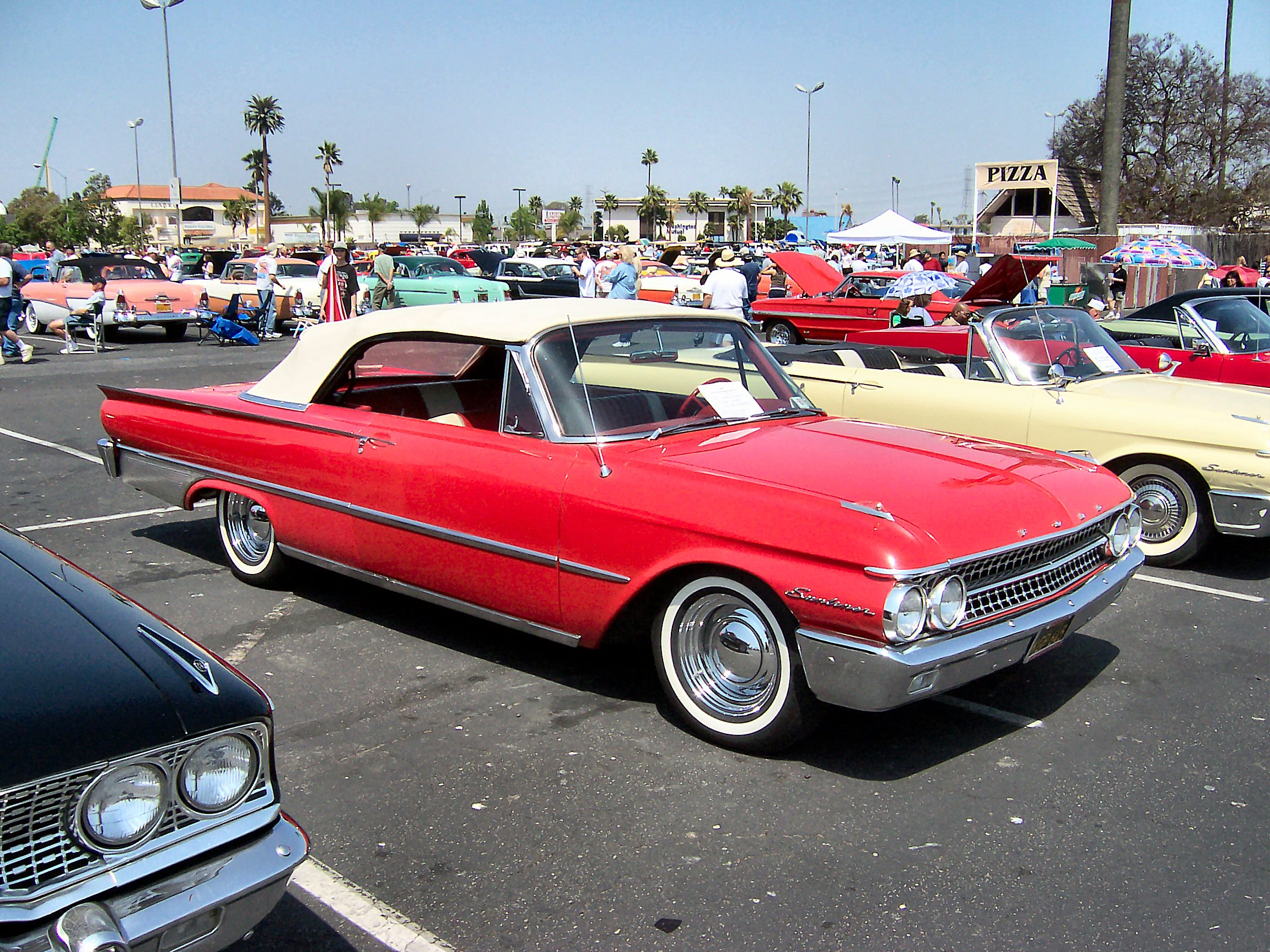
Ford Galaxie Sunliner Convertible (1961)
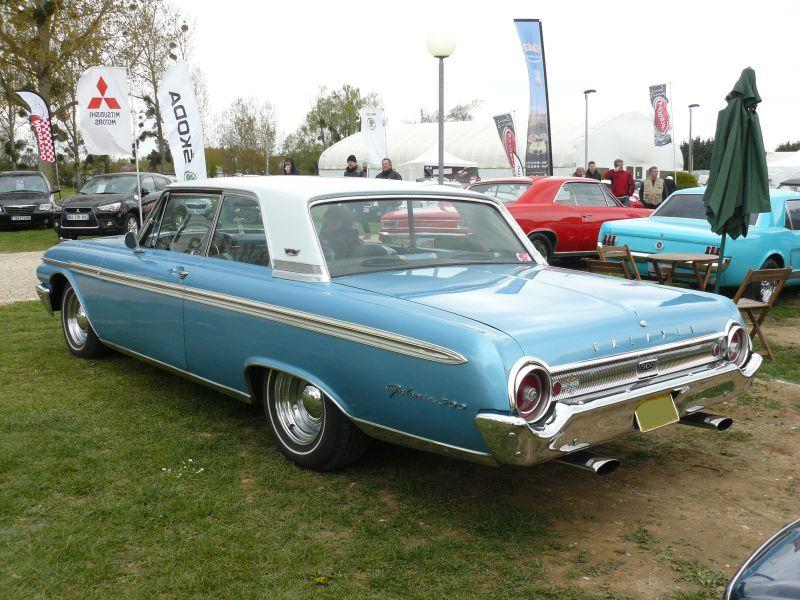
Ford Galaxie 500 2-Door (1962)
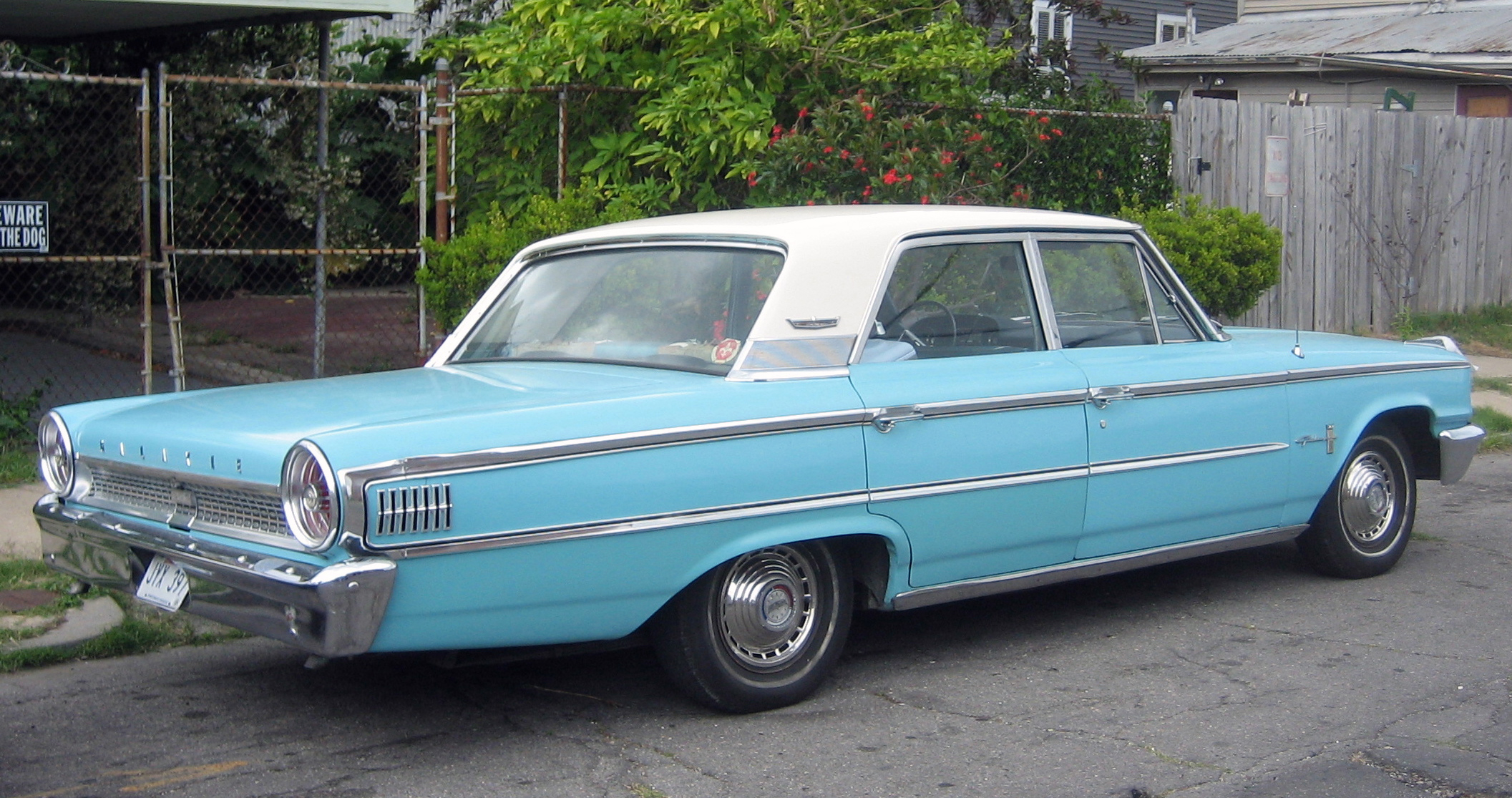
Ford Galaxie 4-Door Sedan (1963)

### Dritte Generation (1965–1968)
Die 3. Generation des Ford Galaxie wurde im Modelljahr 1965 mit einem komplett neuen Design vorgestellt. Während die Plattform die gleiche blieb und die Technik nur geringfügig überarbeitet wurde, wies das äußere Erscheinungsbild des Modells keine Gemeinsamkeiten mehr zum Vorgänger auf. Markantestes Merkmal waren die übereinander angeordneten Doppelscheinwerfer, die zusammen mit der hohen Schulterlinie und dem leicht nach vorn geneigten Kühlergrill das Fahrzeug kantiger erscheinen ließen. Das Interieur wurde im Wesentlichen vom Vorgänger übernommen, lediglich die Instrumententafel wurde erneuert. Als Topmodell wurde in diesem Jahr der Galaxie 500 LTD vorgestellt.

Die frühere Einstiegsmotorisierung Mileage Maker Six wurde durch den neu entwickelten Reihensechszylinder Thriftpower mit 240 in3 (3,9 Liter) Hubraum ersetzt. Die Achtzylindermotoren wurden vom Vorjahr übernommen.
1966 wurde der Galaxie 500 7 Litre mit einem 428 in3-V8 aus dem Ford Thunderbird vorgestellt. Aufgrund von Behördenvorgaben wurde das Fahrzeug serienmäßig mit Sicherheitsgurten für beide Sitzreihen ausgestattet. Der Galaxie 500 Sunliner war nach dem offenen Ford Mustang und dem Chevrolet Impala mit 27.454 ausgelieferten Exemplaren das Cabriolet mit den drittmeisten Verkäufen im Jahr 1965 in den Vereinigten Staaten. In diesem Jahr begann auch die Produktion des Modells in Brasilien, wo der Galaxie bis 1983 gebaut wurde.
Die äußeren Änderungen im Modelljahr 1967 beschränkten sich auf einen Knick im Kühlergrill, der über die Motorhaube fortgesetzt wurde. Die Linie LTD wurde nun bereits als eigene Baureihe Ford LTD geführt, diese wurde auch nach der Einstellung des Galaxie weitergeführt, so dass sie als Nachfolger des Galaxie gilt. Das 7 Liter-Modell wurde als Ausstattungsvariante des XL vermarktet und setzte sich durch kleinere Änderungen im Exterieur und im Innenraum, wie Zierelementen und dem Hupenring, von den anderen Modellen ab. Wie in allen Ford-Modellen wurden 1967 zahlreiche Sicherheitsausstattungen eingebaut, darunter eine gepolsterte Lenkradnabe, eine schockabsorbierende Lenksäule, gepolsterte Oberflächen, in die Instrumententafel integrierte Bedienelemente und Schultergurte für die vorderen äußeren Insassen. Zudem erhielt der Galaxie wie auch andere Fords erstmals einen Tandemhauptbremszylinder. Die australische Version des Galaxie war bereits im Modelljahr 1965 serienmäßig mit einer zunächst einstufigen, ab dem Modelljahr 1967 zweistufigen Intervallschaltung für die Scheibenwischer ausgestattet. Das bedeutet, dass er bereits vor dem ab 1967 gebauten Fiat 125 über dieses Detail verfügte, obwohl der 125 laut Auto Bild das erste Fahrzeug mit diesem serienmäßigen Detail gewesen sein soll.
1968 wurde die Front stark überarbeitet, während der Wagen ab der Frontscheibe nahezu unverändert blieb. Kühlergrill, Kotflügel und Motorhaube erhielten eine neue Gestaltung, die Doppelscheinwerfer waren nun wieder nebeneinander angeordnet. Als Abgrenzung zum Galaxie waren bei den als eigene Modelle geführten Ford XL und Ford LTD die Scheinwerfer verkleidet und erweckten so den Anschein eines durchgehenden Grills. Die Motorisierung wurde großteils beibehalten, lediglich der V8-Motor mit 289 in3 (4,7 Liter) Hubraum wurde ausgetauscht und durch einen anderen Typ des Ford Windsor-Motors mit 302 in3 (4,9 Liter) ersetzt.
Parallelmodelle bei der Schwestermarke Mercury waren der Montclair, Monterey, Park Lane sowie ab 1967 der nur als Coupé erhältliche Marquis.

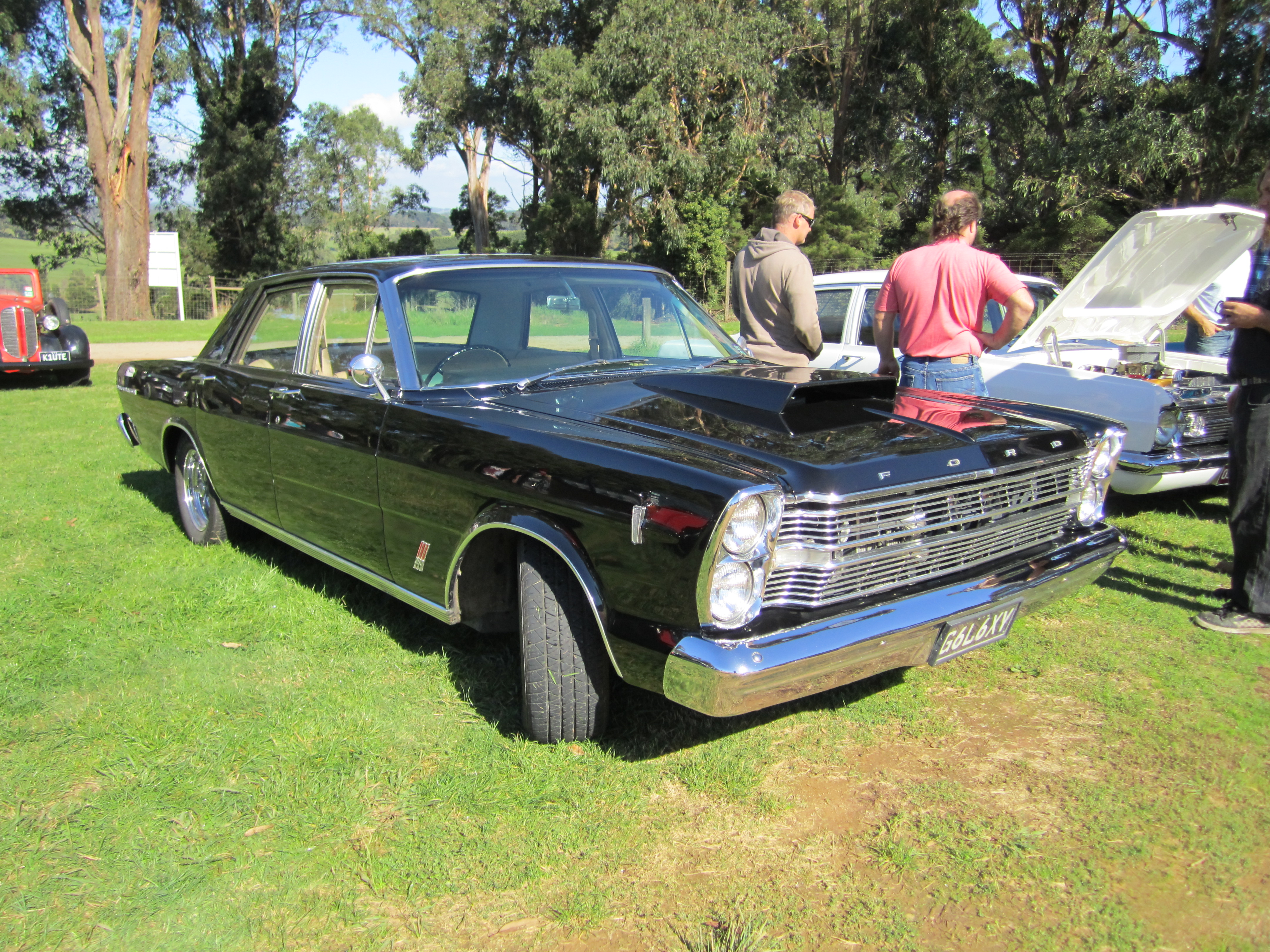
Ford Galaxie 4-Door Sedan (1966)
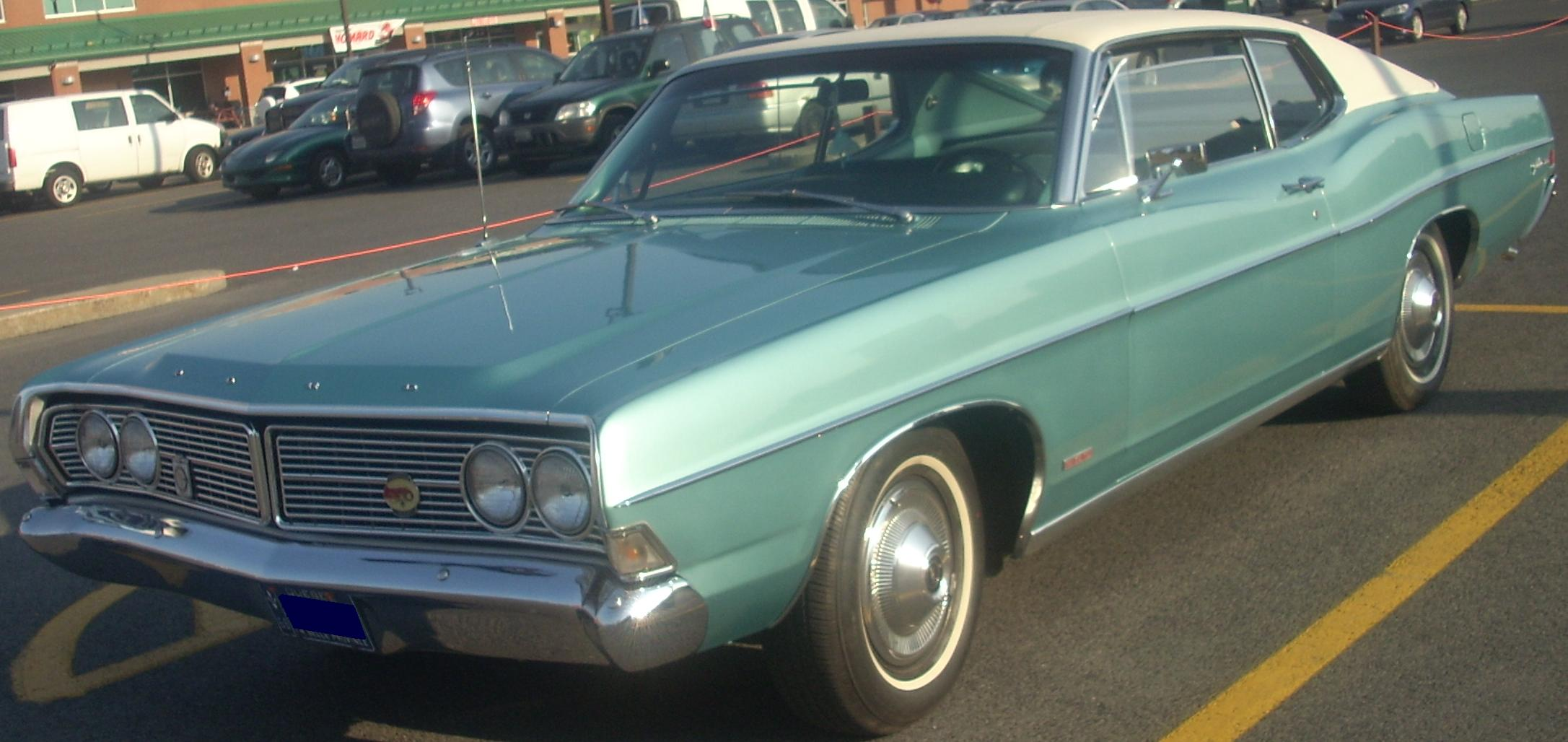
Ford Galaxie 500 2-Door Hardtop (1968)
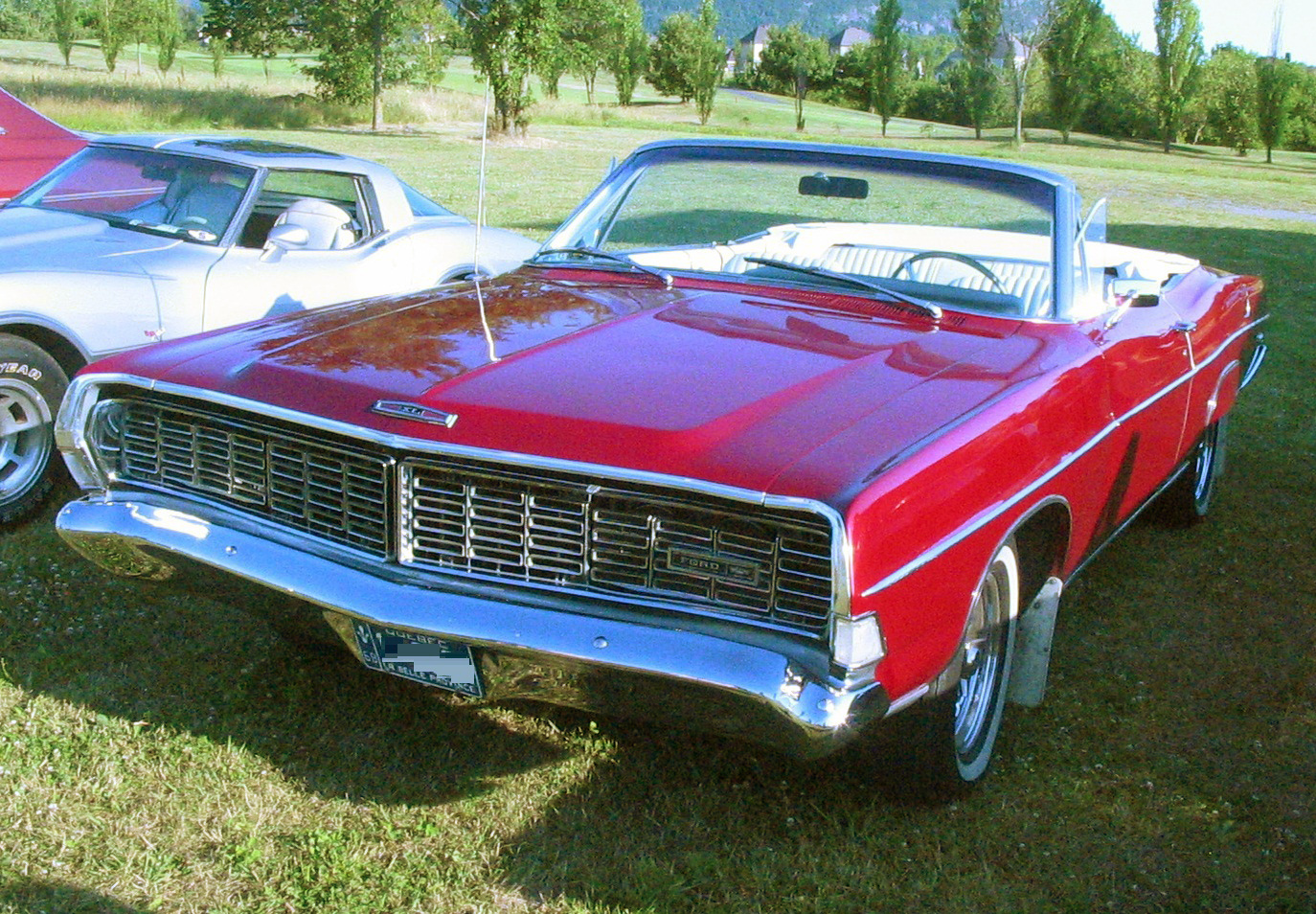
Ford XL Convertible (1968)

### Vierte Generation (1969–1974)
Im Modelljahr 1969 wurde ein komplett neues Fahrzeug präsentiert, das auf einer neuen Plattform mit einem Radstand von 121 Inch (3,07 m) aufgebaut war. Dabei orientierte sich das Design am Vorgänger, die Front war durch die klaren Geometrien kantig und hatte weiterhin nach vorne gezogene Kotflügel und horizontal angeordnete Doppelscheinwerfer. Der Galaxie war als Cabriolet, als zwei- und viertüriges Hardtop-Coupé, als viertüriges Limousine erhältlich. Eine neu eingeführte Karosserievariante war der SportsRoof, ein zweitüriges Coupé mit weit über die Heckscheibe nach hinten gezogenen B-Säulen, das dadurch einem Fastback ähnelte. Daneben war der XL 500, der wie schon zuvor bei Ford als eigenes Modell geführt wurde, ebenfalls als Cabrio, zweitüriges Hardtop-Coupé und SportsRoof verfügbar. Auch in der vierten Modellgeneration waren die als eigene Modelle vermarkteten, auf dem Galaxie basierenden Ford Custom und Ford LTD sowie die Kombimodelle Ranch Wagon, Country Sedan und Country Squire weiterhin erhältlich. Im Innenraum war das Armaturenbrett erstmals zum Fahrer ausgerichtet.
Die Motoren wurden im Wesentlichen vom Vorgänger übernommen, der Reihensechszylinder mit 240 in3 und die V8-Motoren mit 302 in3 und 390 in3 waren bereits in der 3. Generation des Galaxie eingebaut worden. Als Topmotorisierung wurde der zuvor verwendete Ford FE-Achtzylinder vom 1968 präsentierten Thunder Jet-V8 ersetzt. Dieser war mit einem Hubraum von 429 in3 (7,0 Liter) in zwei Leistungsstufen mit Doppelvergaser und 320 hp und mit Doppel-Registervergaser und 360 hp erhältlich.
1970 wurde lediglich das Design überarbeitet, die Technik wurde ohne Änderungen aus dem Vorjahr übernommen. In der Front kam das mittig angeordnete, nach vorne springende Element hinzu, das sich über die Motorhaube fortsetzte. In diesem Jahr wurde letztmals der XL angeboten, in den Karosserievarianten SportsRoof und Convertible. Er setzte sich wie schon im vorhergehenden Modelljahr durch die abgewandelte Frontpartie mit versteckten Scheinwerfern vom Galaxie ab.
Für das Modelljahr 1971 wurde die Gestaltung erneut überarbeitet. Die Front wurde modifiziert, das mittige Element wurde deutlich größer, der Kühler und die Scheinwerfer wurden nach hinten gerückt und saßen somit tiefer in dem Rahmen, den Motorhaube, Kotflügel und Stoßfänger bildeten. Die Heckleuchten waren breiter als im Vorjahr, zusammen mit der durchgehenden, weniger gegliederten Stoßstange wurde die Horizontale stärker betont. Vom Galaxie 500 gab es nun noch die Karosserievarianten 4-Door Sedan, 2-Door Hardtop und 4-Door Hardtop. Der XL wurde ab diesem Jahr nicht mehr angeboten, stattdessen war der LTD als Cabriolet erhältlich. Zur Motorenpalette kamen zwei V8-Motoren mit 351 in3 und 400 in3 Hubraum hinzu, die weiteren waren wie auch schon im Vorjahr beibehalten worden.
1972 wurde das Exterieur wieder geändert. Der vordere Stoßfänger war nun wieder ohne Höhensprünge durchgängig, das mittige Kühlerelement wirkte dadurch nicht mehr so dominant wie im Vorjahr. Die Seitenlinie wurde nicht geändert, die angedeuteten Heckflossen waren kleiner und zurückhaltender als im vorhergehenden Modelljahr. Der Heckstoßfänger wurde höher, die Heckleuchten waren in diesen integriert. Die Karosserievarianten wurden gegenüber 1971 beibehalten.
Im Jahr 1973 erfolgte eine weitere Überarbeitung des Designs. Das mittige Element, die sogenannte Knudsen-Nase, im Kühler sprang nunmehr nur nach vorne und war nicht mehr in der Höhe abgesetzt, dadurch wirkte die Front massiver und kantiger. Die Heckleuchten saßen wieder oberhalb der Stoßstange, die horizontale Ausrichtung wurde dabei beibehalten. Die viertürige Limousine hieß jetzt 4-Door Pillared Hardtop, die Varianten 2-Door Hardtop und 4-Door Hardtop waren ebenfalls weiter erhältlich. Ab diesem Jahr wurde der Galaxie nur noch mit V8-Motoren ausgeliefert, der Reihensechszylinder war nicht mehr erhältlich.
Für das Modelljahr 1974 erfolgten keine größeren Änderungen mehr. Es war das letzte Jahr, in dem ein Full Size-Modell von Ford die Bezeichnung Galaxie trug. Der Ford LTD, der als Ausstattungsvariante des Galaxie entstanden war, wurde jedoch weitergeführt und bildet so den Nachfolger des Galaxie. Nach einer weiteren Namensänderung wurde die Modellreihe bis 2011 durch den Crown Victoria fortgeführt.

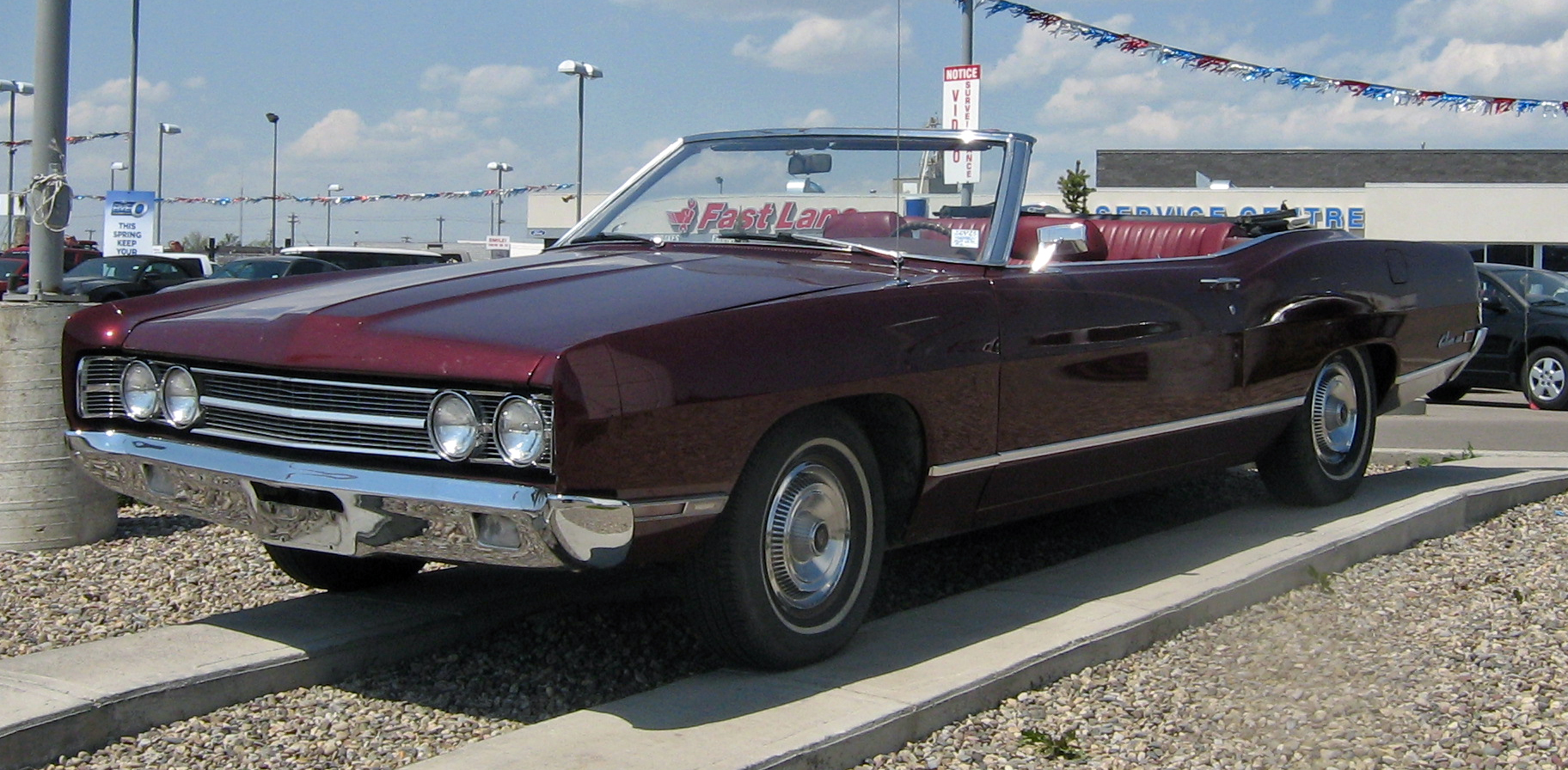
Ford Galaxie 500 Convertible (1969)
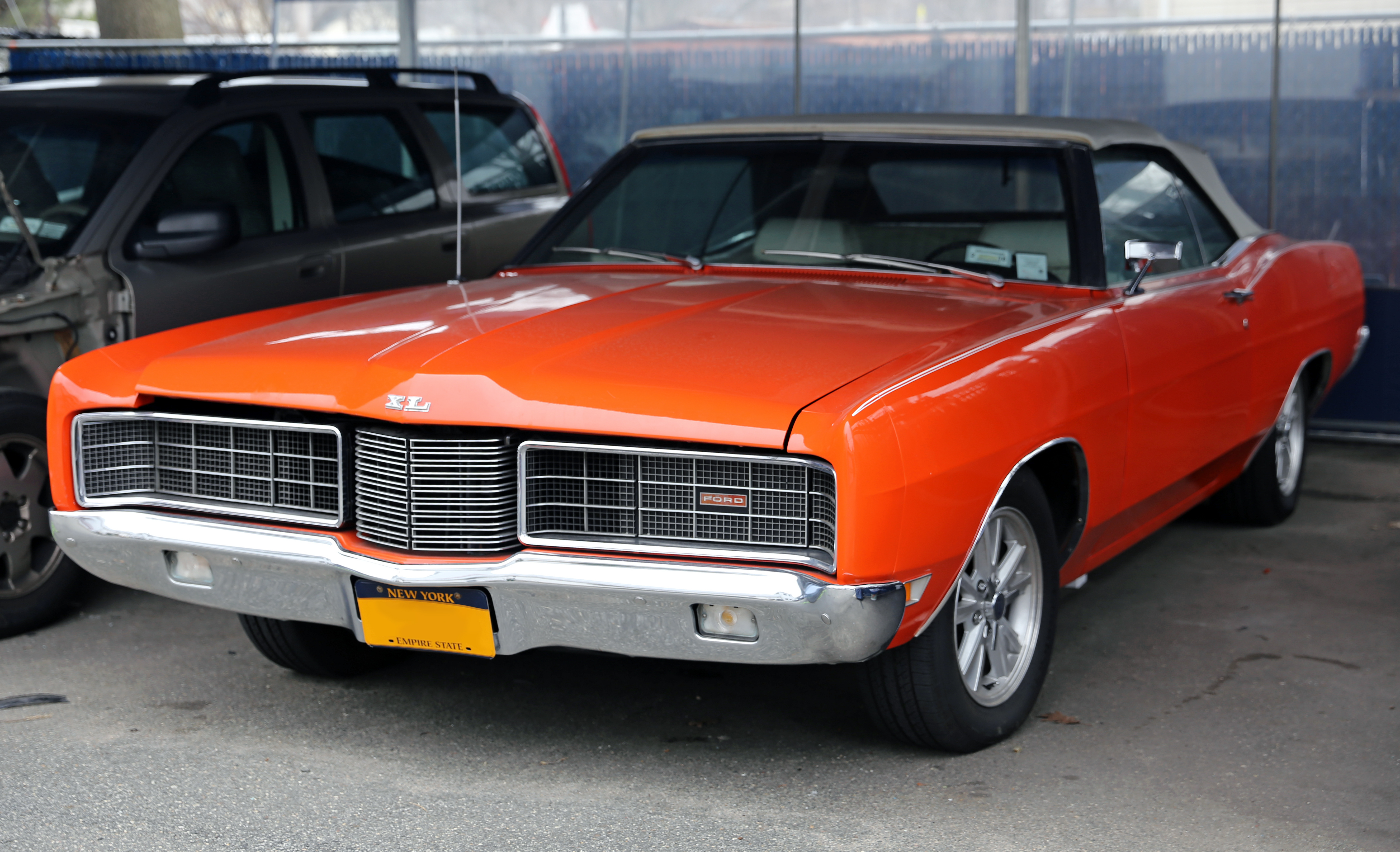
Ford XL 500 Convertible (1970)
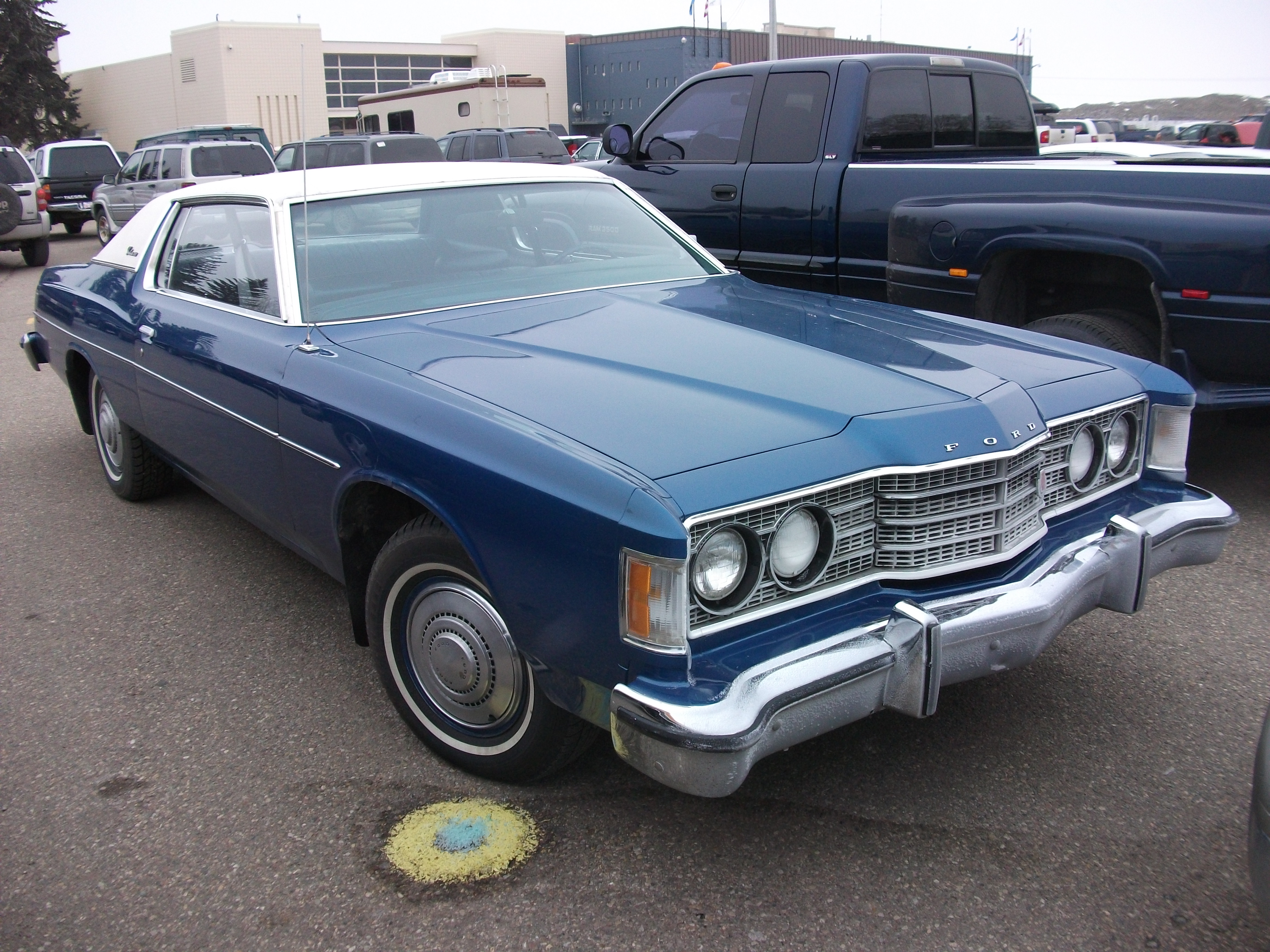
Ford Galaxie 500 2-Door (1974)
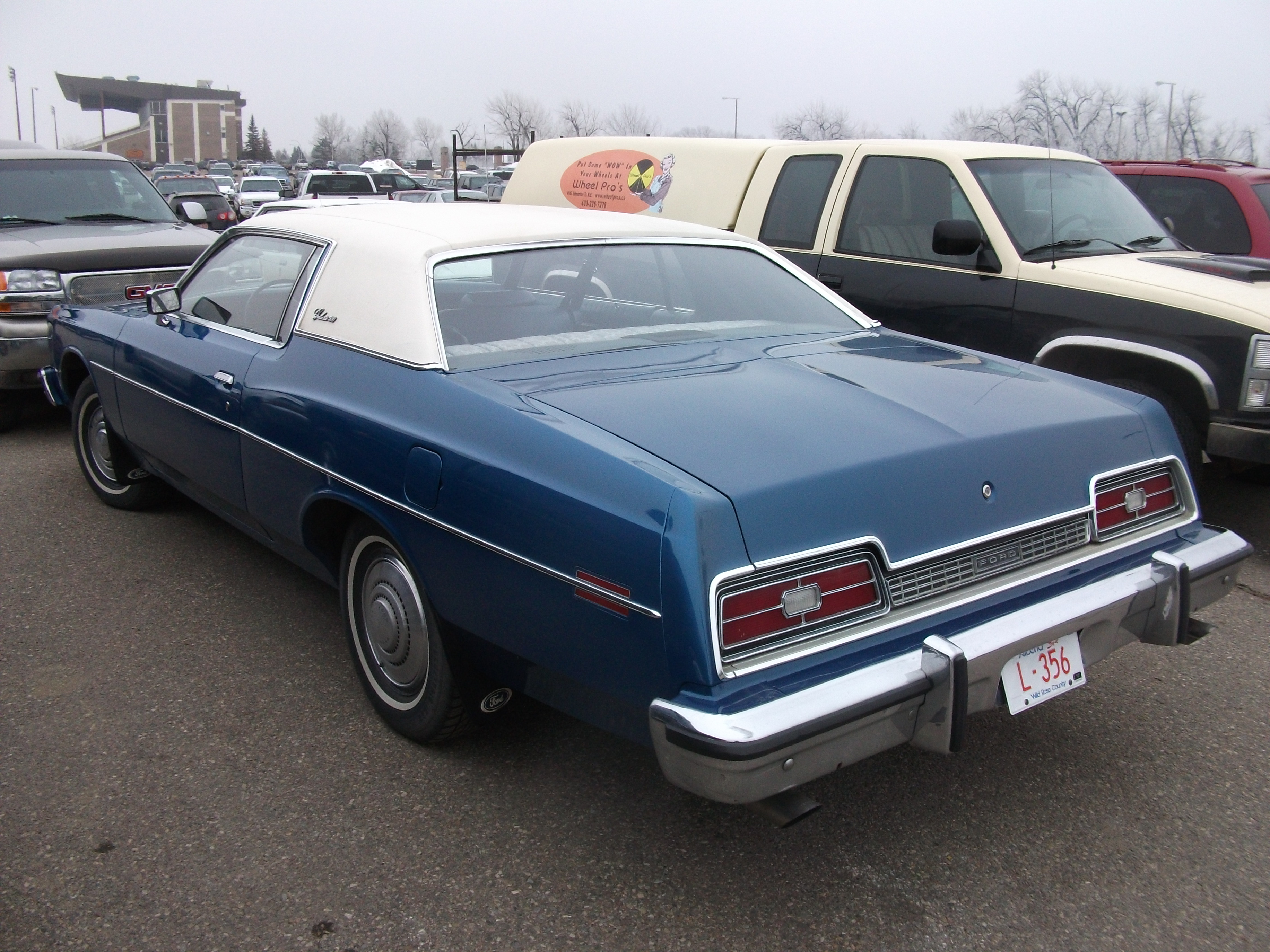
Ford Galaxie 500 2-Door (1974)